# 5335 Damocles
5335 Damocles è un asteroide centauro. Scoperto nel 1991, presenta un'orbita caratterizzata da un semiasse maggiore pari a 11,8646217 au e da un'eccentricità di 0,8658132, inclinata di 61,63717° rispetto all'eclittica.
È il prototipo degli asteroidi definiti damocloidi.
L'asteroide è dedicato al personaggio mitologico greco Damocle.